# 現代ウクライナ文学
現代ウクライナ文学（げんだいウクライナぶんがく、ウクライナ語: сучасна українська література）とは一般的には1980年代後半以降に書かれたウクライナ文学を指す。ソヴィエト連邦時代にはウクライナ文学は社会主義リアリズムを強制されていたが、ソ連崩壊後は政府による検閲がなくなり表現の自由が生まれた。現代ウクライナ文学は、過去にはタブーだったテーマを扱い、新しい様式を取り入れている。

## 歴史
時代的な定義は1980年代後半以降を指し、チョルノービリ原発事故やペレストロイカ、詩人グループのブー・バー・ブーが結成された時期にあたる。

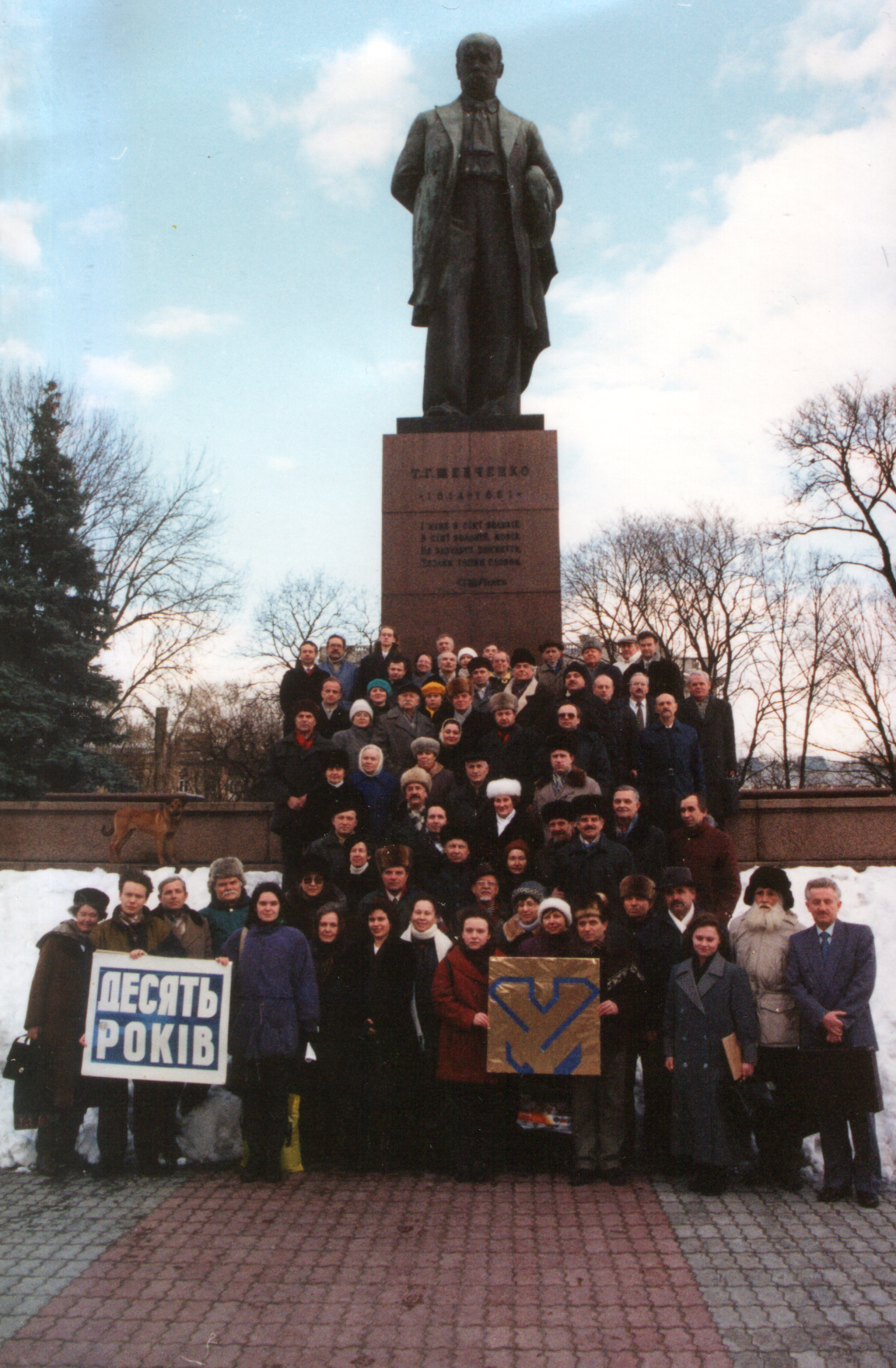
タラス・シェフチェンコ・ウクライナ語協会の創立10周年記念

現代ウクライナにおいて原発問題、独立運動、文学は結びついている。1986年のチョルノービリ原発事故によって政治改革のペレストロイカが進み、ウクライナ語とウクライナの民俗宗教の復権運動が起きた。ウクライナ作家同盟ではウクライナ語と教育の問題が指摘され、1989年にタラス・シェフチェンコ・ウクライナ語協会が設立された。同年にはペレストロイカのための市民運動としてナロードニーイ・ルーフ（通称ルーフ）が始まり、詩人のイワン・ドラチが議長となった。ナロードニーイ・ルーフはポーランドの市民運動の連帯の影響も受けており、ポーランドはウクライナを支持した。同年の言語法の制定でウクライナは国家語となり、ウクライナ語とウクライナ文学への抑圧がなくなった。80年代はそれまで隠蔽されていた体制の誤りが暴露され、公的な真実に対する信頼が失墜した。作家は自分自身への関心を強め、集団のモラルの欺瞞性を批判した。
1990年にルーフはペレストロイカを組織名から削除してウクライナ独立を目標とした。人権団体ウクライナ・ヘルシンキ・グループには反体制派の作家も参加し、1990年のウクライナ最高会議選挙では、ヘルシンキ・グループを中心とする民主ブロックが議席の約3分の1を獲得した。1991年にソ連8月クーデターが失敗すると、独立を問う住民投票で約90%の賛成票が投じられ、ウクライナ最高議会が主権宣言を採択し、ソ連崩壊をへて独立国家となった。独立によってバラエティに富む作品が発表され、ソ連時代に検閲されていた作品の復刊や再評価が進んだ。1990年代初頭のウクライナ社会は希望に満ちていたが、その後に経済的な沈滞が訪れ、幻滅や失望は作家にも影響を与えた。1990年代後半からは、自分たちが置かれたグローバルな世界や新植民地主義の状況を描く作品が現れた。
国内ではロシアと欧州連合（EU）のどちらと関係を深めるかをめぐって対立が続いた。オレンジ革命（2004年）では、大統領選挙の不正をきっかけとして市民運動が起き、親ロシア派のヴィクトル・ヤヌコーヴィチ政権が退陣した。その後、世界金融危機（2008年）やロシア・ウクライナガス紛争（2009年）をへてロシアとの対立が深まった。尊厳の革命（2014年）ではキーウの独立広場で100人近い人々が殺害され、政権の交替後にウクライナ紛争が始まった。こうした情勢をもとにした作品も発表されている。
作家の世代によって作風に違いが見られる。1928年から1947年生まれの作家は1960年代以降から活動しており60年代人と呼ばれ、「心の亡命」の世代とも呼ばれる。1939年から1953年生まれの作家は1970年代から活動しており、ポスト60年代人で内向的とも呼ばれる。1949年から1965年生まれの作家は80年代人で個人主義でメランコリーの世代とも呼ばれる。1964年から1977年生まれの90年代人は、検閲がなくなって文学を多様化した世代とも形容される。1978年から1988年生まれの作家は自己PRやパフォーマンスが得意な世代とも呼ばれる。さらに2010年代以降に活動を始めた作家や、世代的な特徴では区分できない作家もいる。

## 言語
言語的な定義は、ウクライナ在住またはウクライナをテーマとするウクライナ語やロシア語作家の作品を主に指す。これに加えて、ウクライナ語とロシア語の混合語スルジクの作品や、国外の作家がウクライナ語や非ウクライナ語で執筆した作品もある（後述）。
ウクライナ語は古東スラヴ語をもとにしており、ロシア語やベラルーシ語に近い。ウクライナがロシア帝国領やソ連の構成国だった時代には、ウクライナ語はしばしば使用を禁止された。独立後のウクライナ語は国家語として規定され、標準語・国語化が進んでいる。

## 作品形式とテーマ
ソ連時代の文学では社会主義リアリズムが強制され、ウクライナ文化の表現が迫害の対象だった。独立後は言語や表現の抑圧がなくなり、それまでになかったジャンルの作品も発表された。また、国外の文芸作品の翻訳が読まれるようになった。

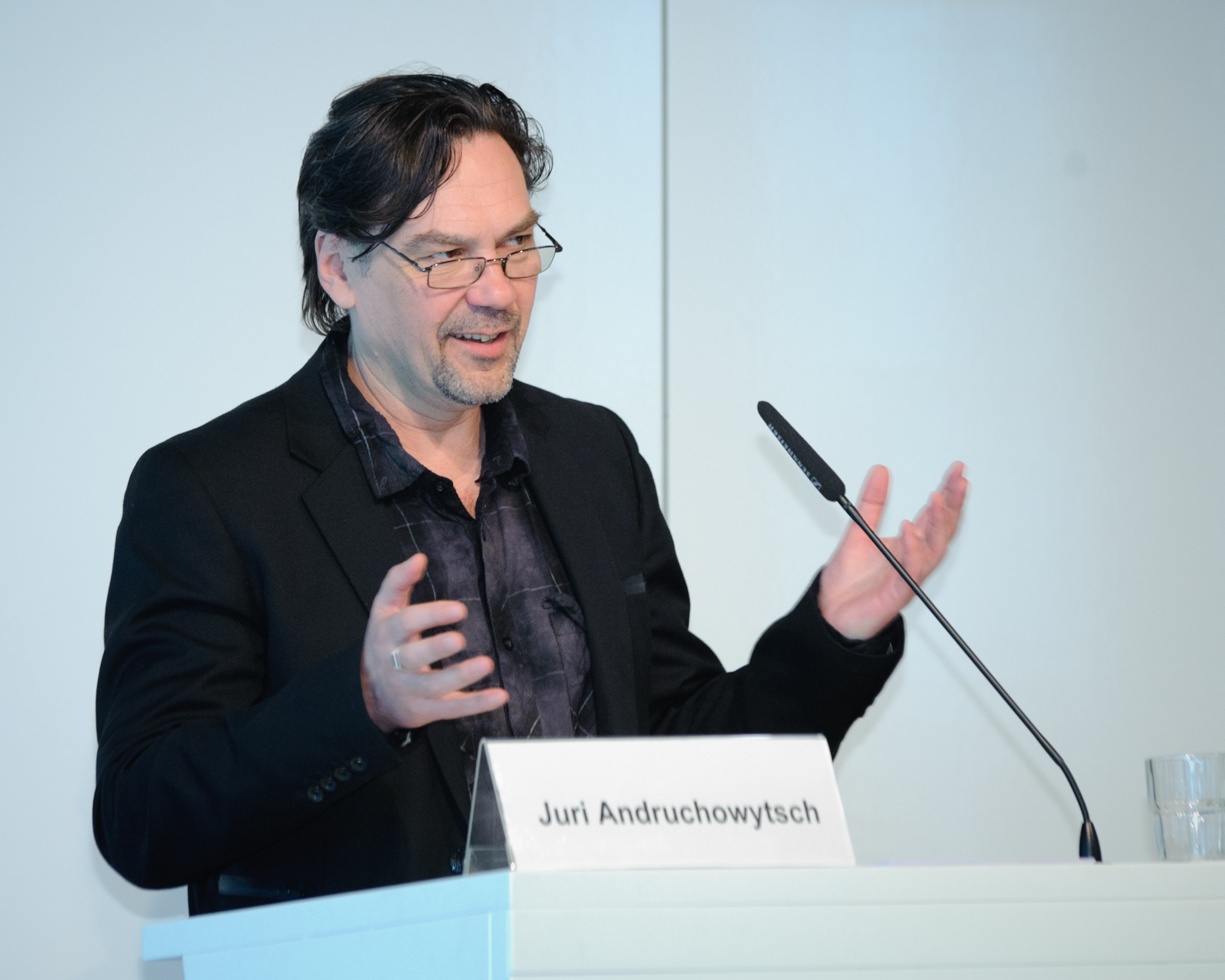
ユーリー・アンドルホーヴィチ

80年代人と呼ばれる世代以降の作家は多様なテーマで創作し、形式的にもさまざまな挑戦をおこなっている。それより前の世代は民族運動・道徳・ウクライナのアイデンティティなどのテーマが多く、特定のイデオローグの影響が大きかった。解放と自由によって1990年代から2000年代に重要な作品を発表した作家として、ユーリー・アンドルホーヴィチ、エフゲン・パシュコフスキ、オレーシ・ウリャネンコ、オクサーナ・ザブジュコ、ユーリ・イズドリク、ステパーン・プロチュクらがいる。これらの多様な作品は、ウクライナにおけるポストモダン文学の受容と密接な関係があり、旧世代の作家の作品にもポストモダンは影響を与えた。

### 詩、歌謡
1987年に結成された詩人グループのブー・バー・ブーは、ペレストロイカ期の1987年から1992年にかけてリヴィウやキーウで詩の朗読会を行い、風刺と笑いの作風で人気を集めた。ブー・バー・ブーのメンバーであるユーリー・アンドルホーヴィチは現代ウクライナ文学の牽引者として知られており、小説やエッセイも発表し、ハンナ・アレント賞などで国際的な評価を得ている。

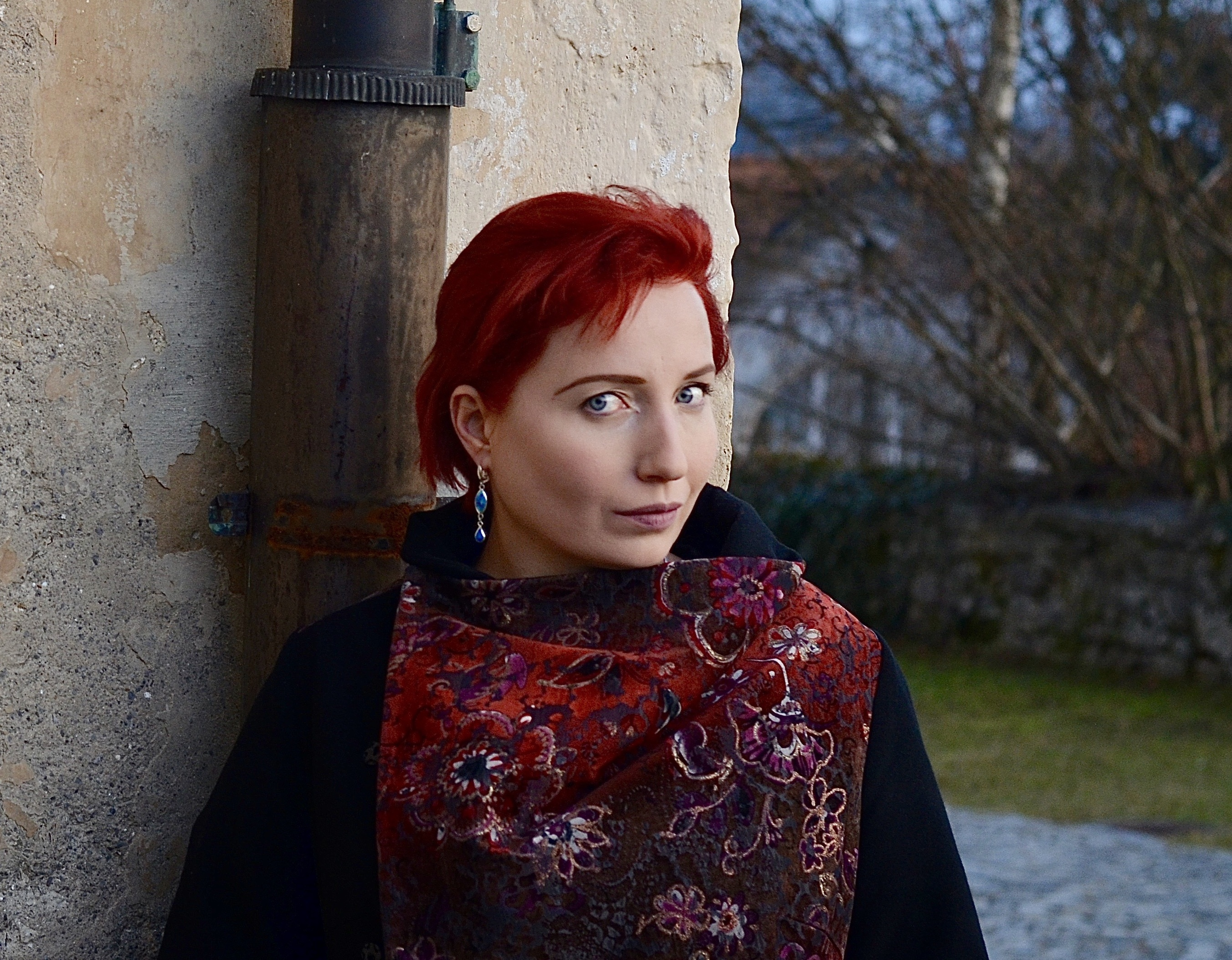
カテリーナ・カリツコ

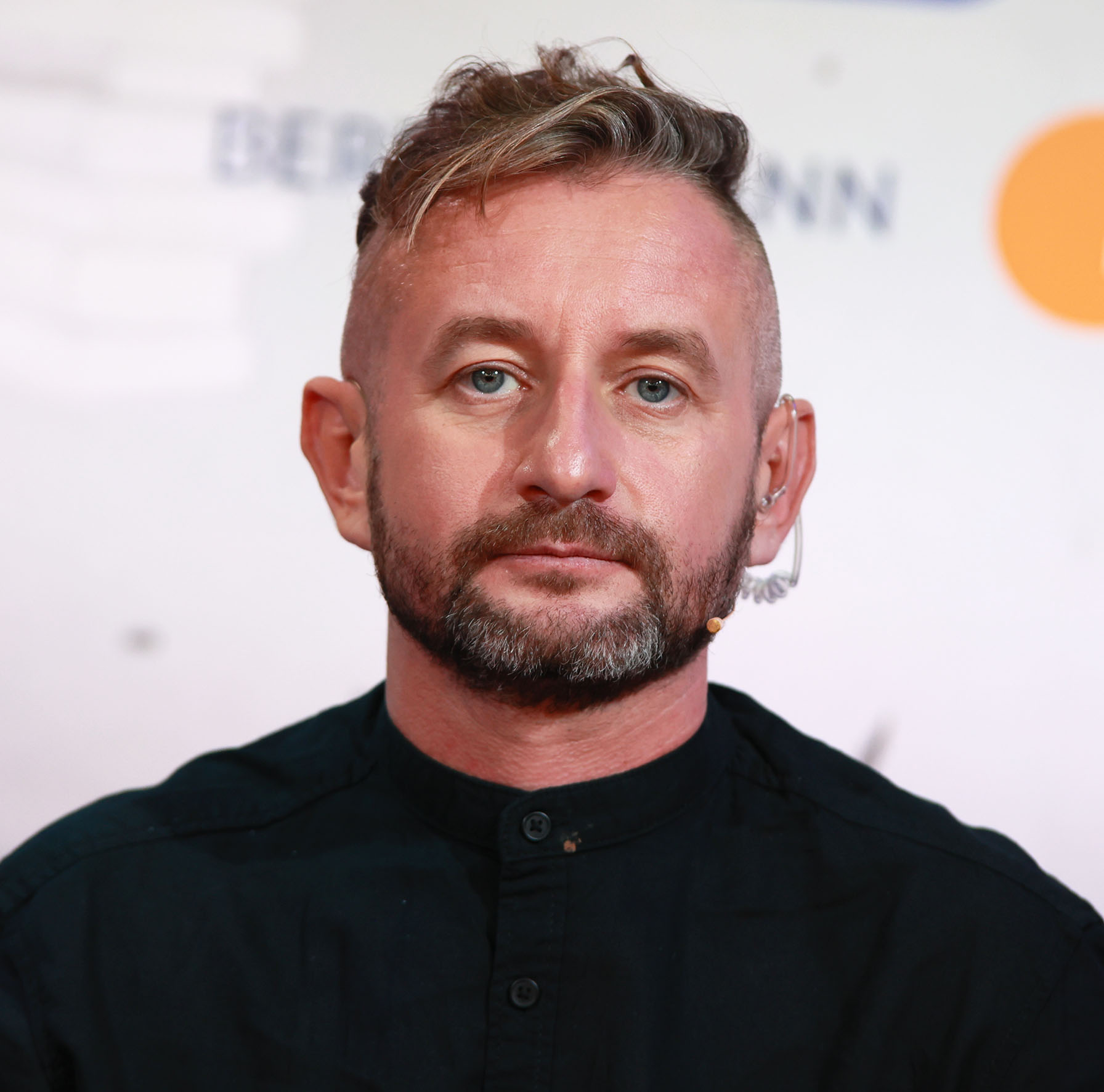
セルヒー・ジャダン

セルヒー・ジャダンは繊細な詩とソ連崩壊後の社会問題をテーマとする小説を発表している。カテリーナ・カリツコはウクライナ社会の断絶や問題、言葉の必要性をテーマにしている。イリーナ・ ツィリックは、詩人・作家のほかに映画監督としても活動している。音楽活動を行う作家もおり、セルヒー・ジャダンはロックバンドジャダン・イ・ソバキ（ジャダンと犬）、イレーナ・カルパはカルパというパンクバンドで人気を呼んでいる。ウクライナ文学では、短編小説が詩に近い形式としても用いられている（後述）。
1960年代にデビューしたリーナ・コステンコは、幼少期に独ソ戦を経験し、政治的圧力を受けながら創作を続けて1980年代に著名になった経歴があり、ウクライナ文学の生き証人である。歴史物語詩『マルーシャ・チュライ』（1979年）や『十字路のマドンナ』（2012年）など古典的な詩から自由詩までさまざまな形式で発表している。19世紀の詩人タラス・シェフチェンコは民族独立の象徴になっている国民的作家で、生誕200年祭は尊厳の革命の直後に行われた。

### 小説

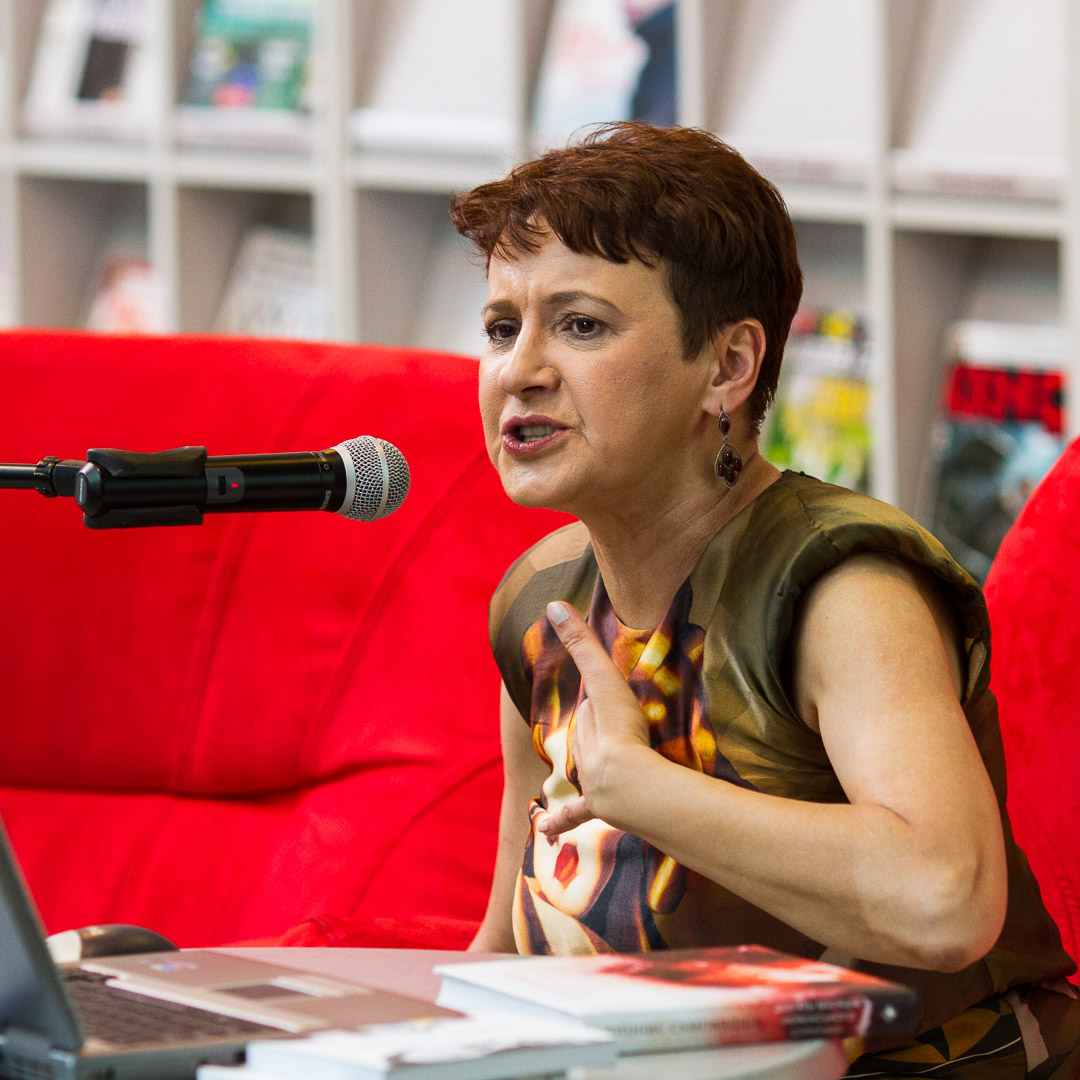
オクサーナ・ザブジュコ

短編小説は、叙事詩に近い形式としてウクライナ社会の明暗を表現するのに適しており、独立後に多数の短編が書かれた。理想と現実のギャップや絶望感を反映し、2000年代までの作品には弱者や敗者が多く登場する。ワシーリ・ポルチャクの『脱出』は、ソ連末期の社会と出エジプト記をモチーフにして出口の幻想に導かれるホームレスの姿を描いた。ヴォロディーミル・ダニレンコの作品では、首都の裕福な青年を指す「キーウの坊ちゃん」という言葉に憧れる若い男が破滅する。
短編小説の流行ののちに長編小説が発表されるようになった。オクサーナ・ザブジュコは『置いて行かれた秘密の図書館』（2009年）という832ページの小説を発表し、ウクライナには本当に長い長編がないという批判への反証となった。詩人のリーナ・コステンコは初の小説として、オレンジ革命を経験するプログラマーの物語『ウクライナのいかれた人の日記』（2010年）でも注目された。アンドレイ・クルコフの『ペンギンの憂鬱』（1996年）、『大統領の最後の恋』（2004年）、『ウクライナ日記』（2015年）は、独立後から2010年代のウクライナ社会の変化も描いている。
ミロスラフ・ドチネツィの『時代をみた人』（2011年）はカルパチアの老人の伝記の形式をとりながら過去のウクライナ人の知恵が語られている。長生きの秘訣、食事やレシピ、運動についても触れられており、それまでウクライナになかった種類の作品だった。ウィーン在住のターニャ・マリャルチュックは幅広くテーマを扱い、ウクライナの厳しい現実、マジック・リアリズム、思想家のビャチェスラフ・リピンスキについての作品、移民生活や恐怖を描くディストピア小説などがある。リューブコ・デーレシは18歳で最初の作品を出版し、世代間の衝突や孤独感などを描く。ポストモダンやファンタジーの作風もあり、同世代に読まれている。

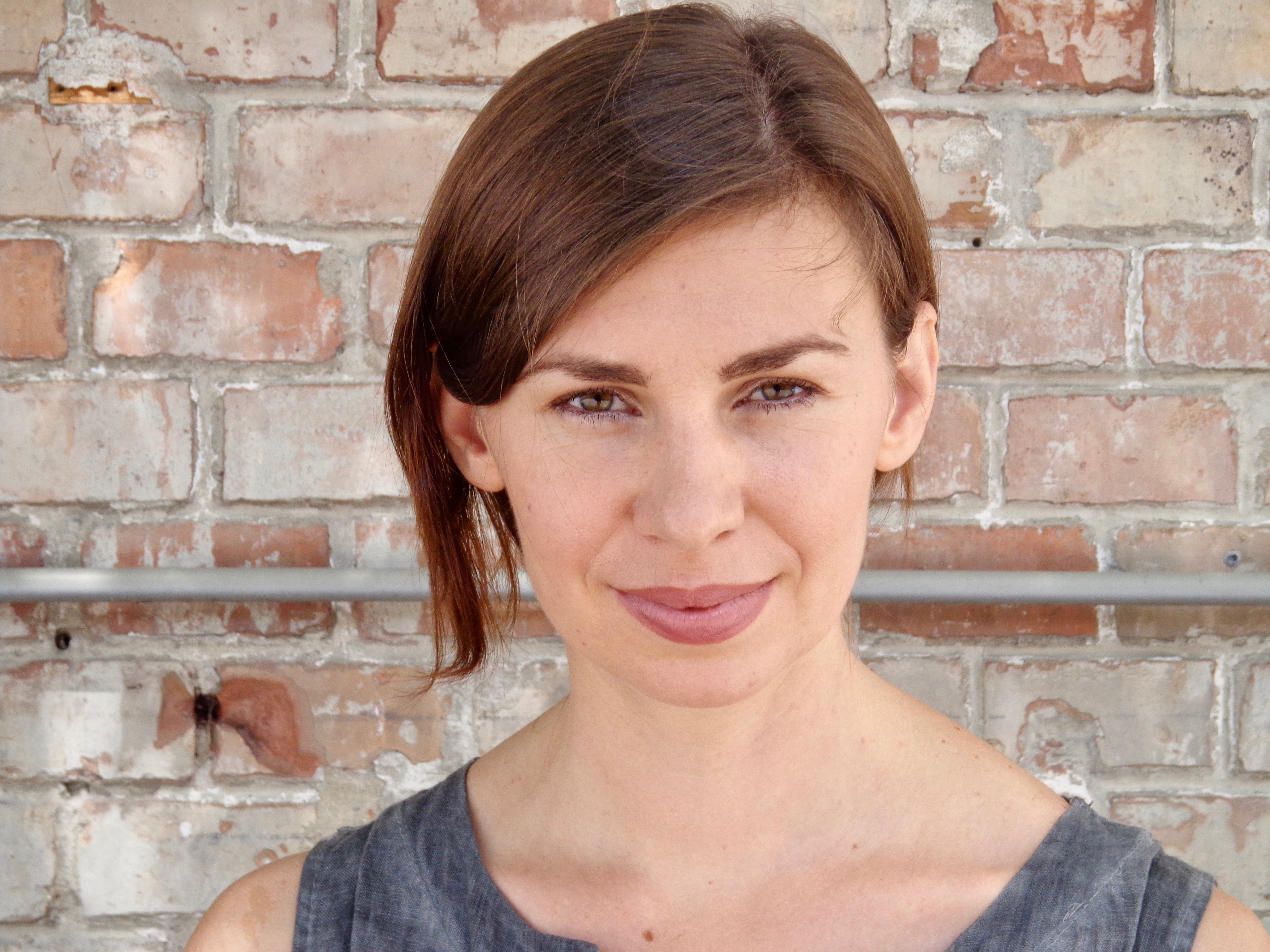
ターニャ・マリャルチュック

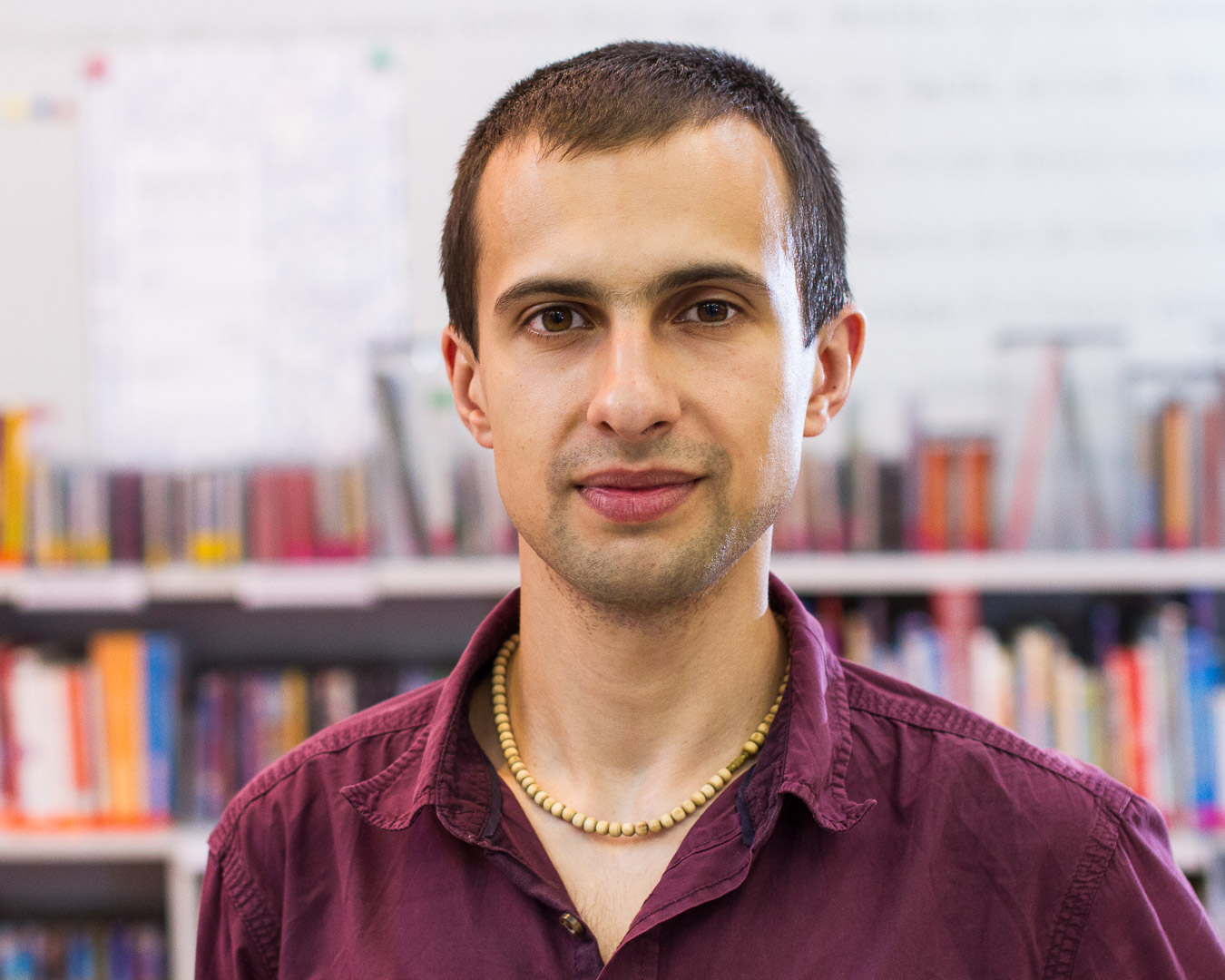
リューブコ・デーレシ

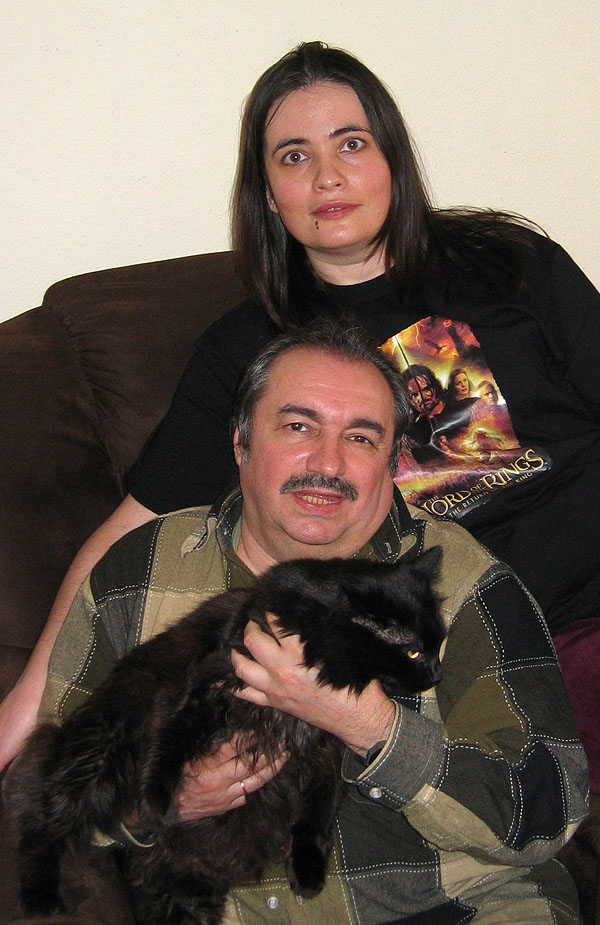
マリーナ＆セルゲイ・ディアチェンコ

SF、ファンタジー、ホラーなどの作品は独立後に増えて読まれるようになった。
ウラジーミル・アレーネフはファンタジーを中心としつつ評論でも活動し、自作のウクライナ語訳も手がける。ゲンリ・ライオン・オルジはドミートリイ・グロモフとオレグ・ラディジェンスキイのコンビのペンネームで、ファンタジー、ホラー、SFなどの要素を組み合わせた作風を持つ。マクス・フライは画家のスヴェトラーナ・マルティンチクのペンネームで、90年代後半のファンタジーブームを牽引し、SFやアンソロジーの編集でも活動している。マリーナ＆セルゲイ・ディアチェンコはジャンルにとらわれずに共作している夫妻作家で、少女が奇妙な専門学校で人間ではない存在に変容する過程を、家族関係や恋愛をまじえながら描いた長編『Vita Nostra』（2007年）が広く読まれた。アンドレイ・ワレンチノフは歴史上の人物が登場するファンタジーを執筆しており、架空歴史小説のシリーズを発表している。ターニャ・マリャルチュックにはマジック・リアリズム的な設定で周囲に馴染めない主人公が登場する作品もある。クリミア半島出身のイラストレイターのカテリナ・シュタンコは『龍たち、行け！』（2014年）という児童文学でクリミアが舞台のファンタジー作品を書いている
。
イレン・ロズドブディコはサスペンス作家で脚本家でもあり、街の一般的なウクライナ女性を描く作品が多い。ラリーサ・デニセンコは『マスクでの踊り』（2006年）でウクライナ人にとって珍しい韓国のウクライナ人の物語を描いた。リュコー・ダシュワルは村や小さな町の生活や対立、人間関係をテーマとしている。歌手でもあるイレーナ・カルパは日常会話のウクライナ語で小説、紀行などを発表している。

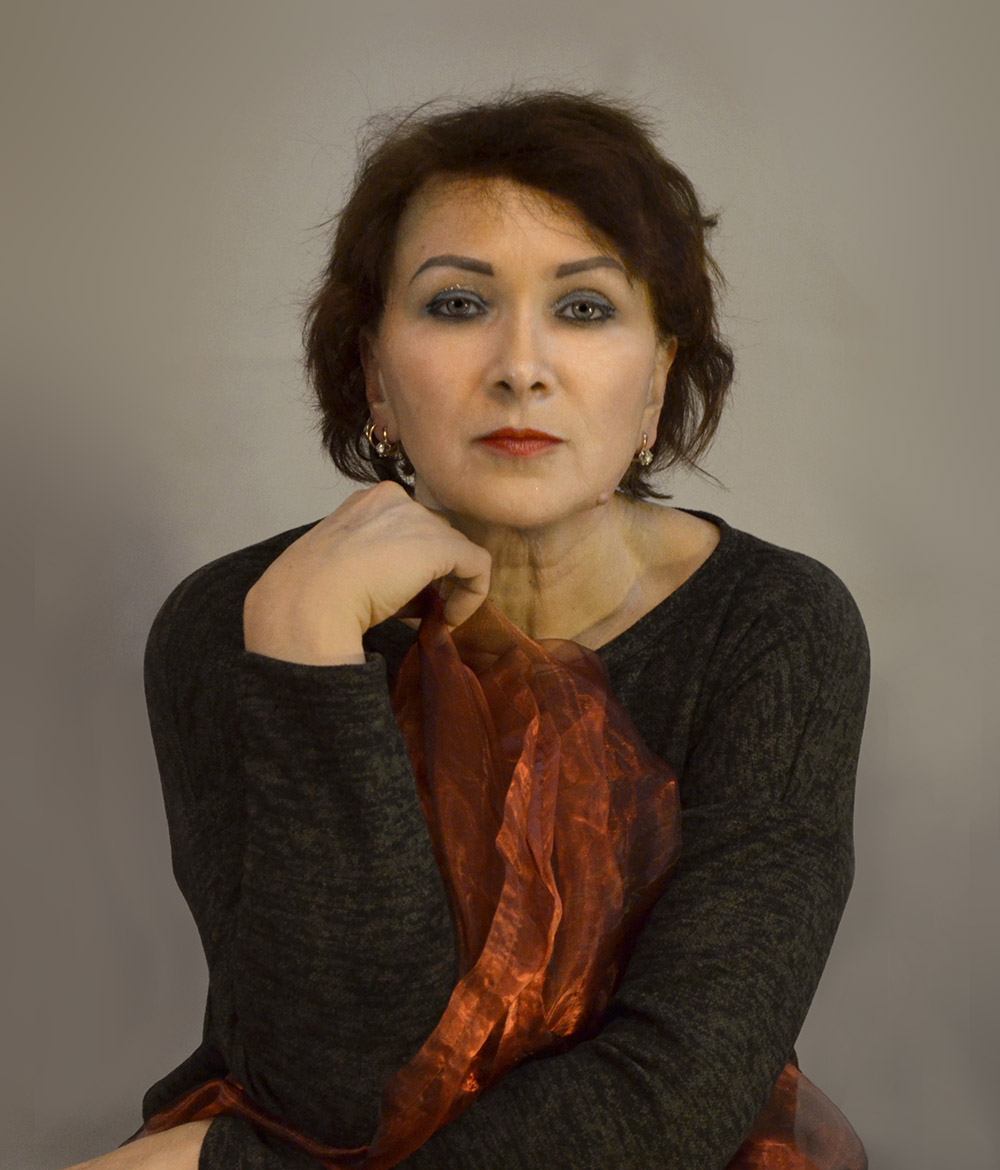
イレン・ロズドブディコ

独立後の小説には歴史や社会をテーマにした作品が増え、ソ連時代は検閲されていたテーマも発表されている（後述）。

### エッセイ、ノンフィクション

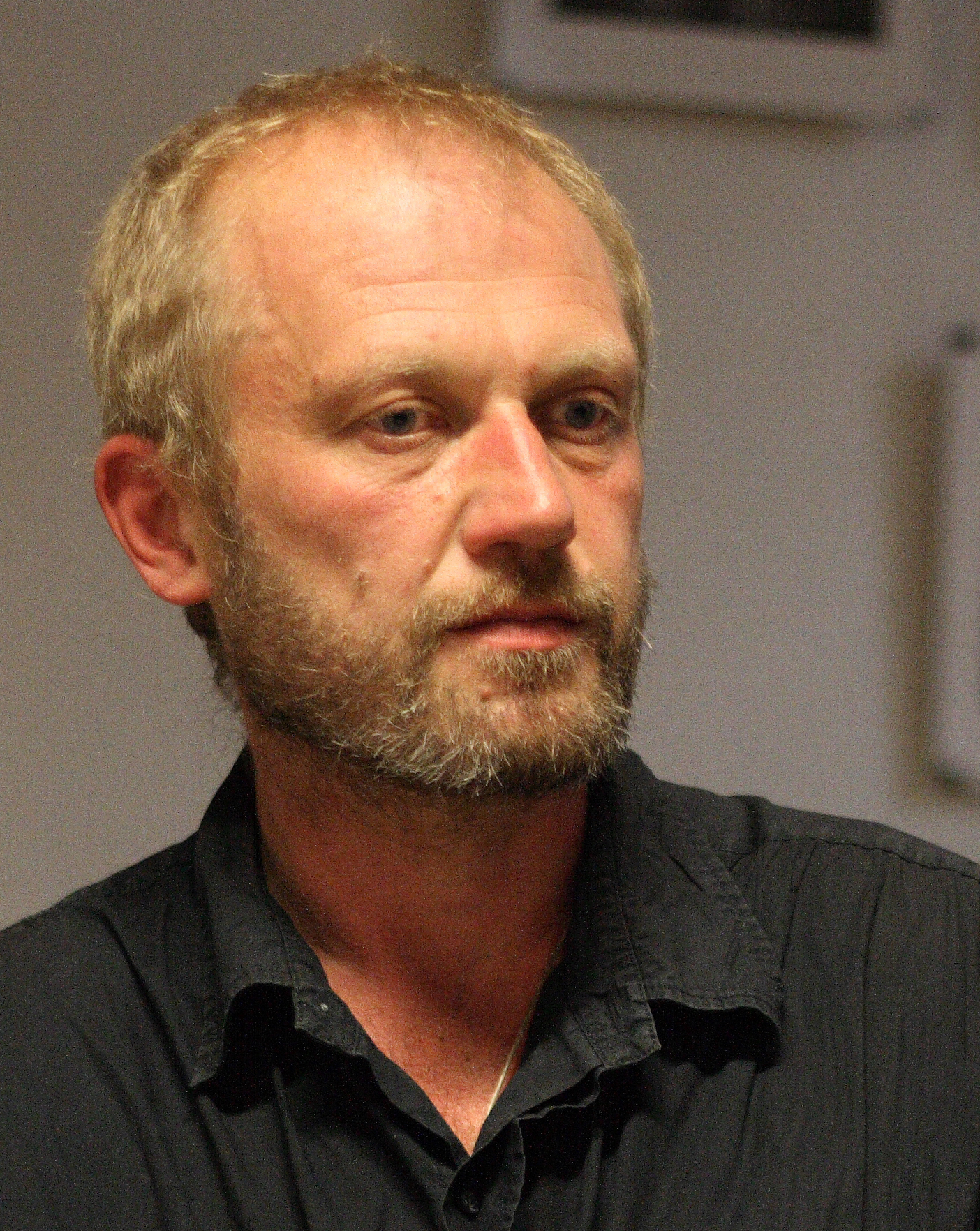
タラス・プロハシコ

疫学者のユーリー・シチェルバクは、チョルノービリ原発事故についてのドキュメンタリーとして『チョルノービリからの証言』（1987年）を発表した。タラス・プロハシコの『なぜならその通りである』（2010年）は端正なウクライナ語で哲学的な内容を持ち、自由や社会、人間関係について考察されている。尊厳の革命とその後の模様はエッセイや日記としても発表された。
ユリア・サヴォースティナ（Юлия Савостина）は、2013年に「国産で1年生きる」というプロジェクトを行い、ウクライナ産の品物のみを扱う店舗やマーケットを企画し、それをもとにした本も発表した。ボグダン・ログウィネンコは旅行ブログの執筆から旅行記を出版し、ウクライナ各地の文化とそれを支える人々を紹介する動画プロジェクトを行っている。オリガ・コトルシ （Ольга Котрус）はパリでの生活をブログに書いて話題になり、キーウに戻ってから『私を食べてしまった街』という本を予約制で自費出版した。ウィーン在住のターニャ・マリャルチュックは国外のウクライナ人のアイデンティティについて書いている。

### ジェンダー

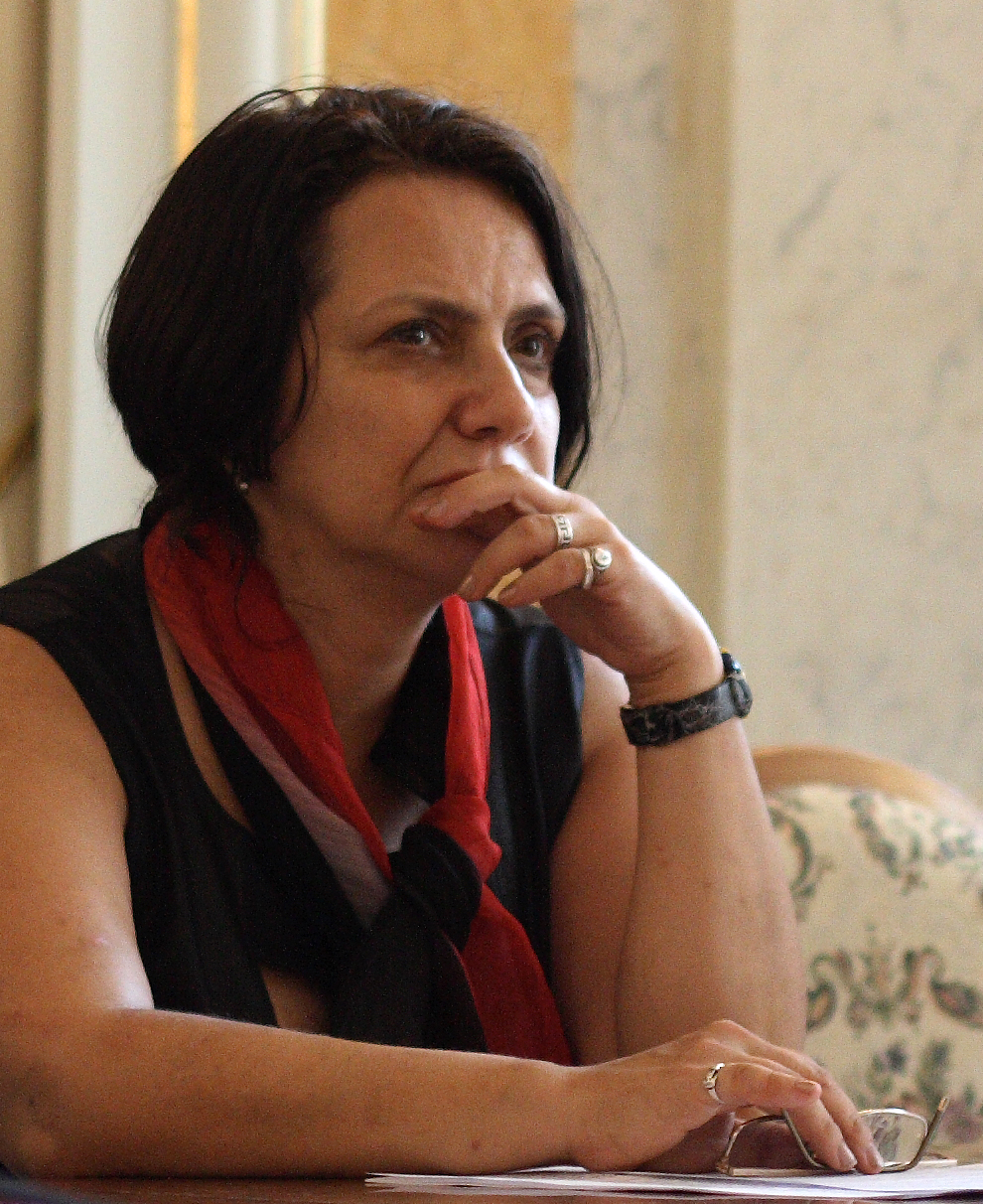
エウヘーニャ・コノネンコ

ウクライナ独立後の初のフェミニストとしては、文芸評論家のソロミヤ・パウリチコや作家・評論家のオクサーナ・ザブジュコがいる。ザブジュコはウクライナ社会の女性の役割や考え方を『ウクライナ人のセックスのフィールドワーク』（1996年）で論じた。セックスとアイデンティティはそれまで語られていなかったテーマだった。ウクライナでは性的な話がある作品は少なく、ザブジュコの前述の作品や、ボグダン・ログウィネンコが書いたポルノ映画に出演する女性の日記体小説などがある。ソ連末期の社会を描いた作品にエウヘーニャ・コノネンコの「新しいストッキング」があり、姑と夫に手術費用のための売春を強要される妻を通して、家族愛を口実にした欺瞞を描いた。

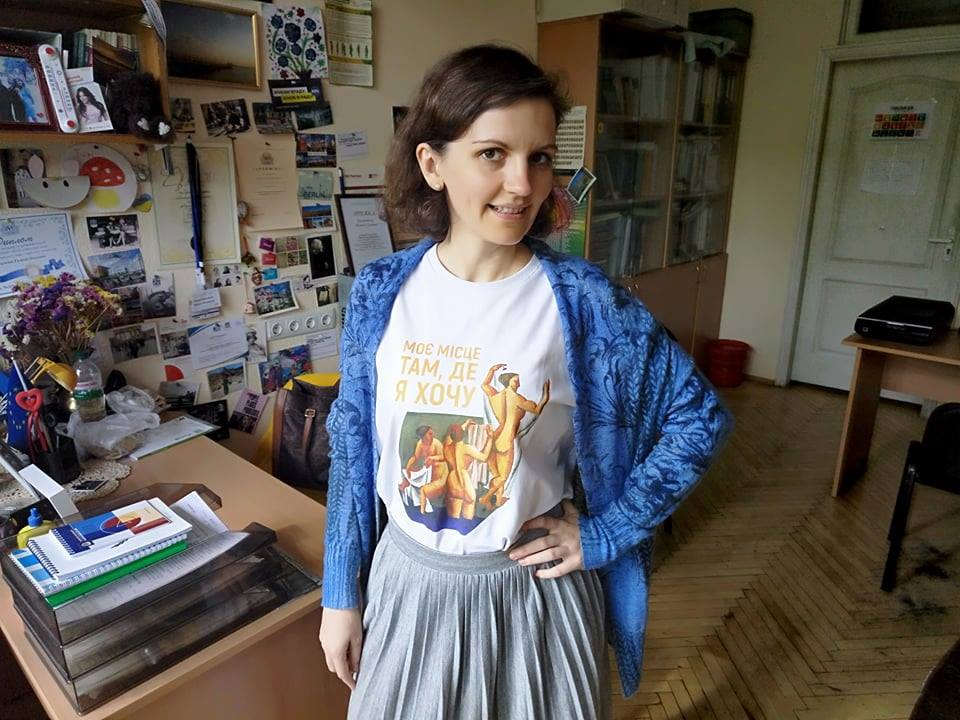
タマラ・マルツェニュック

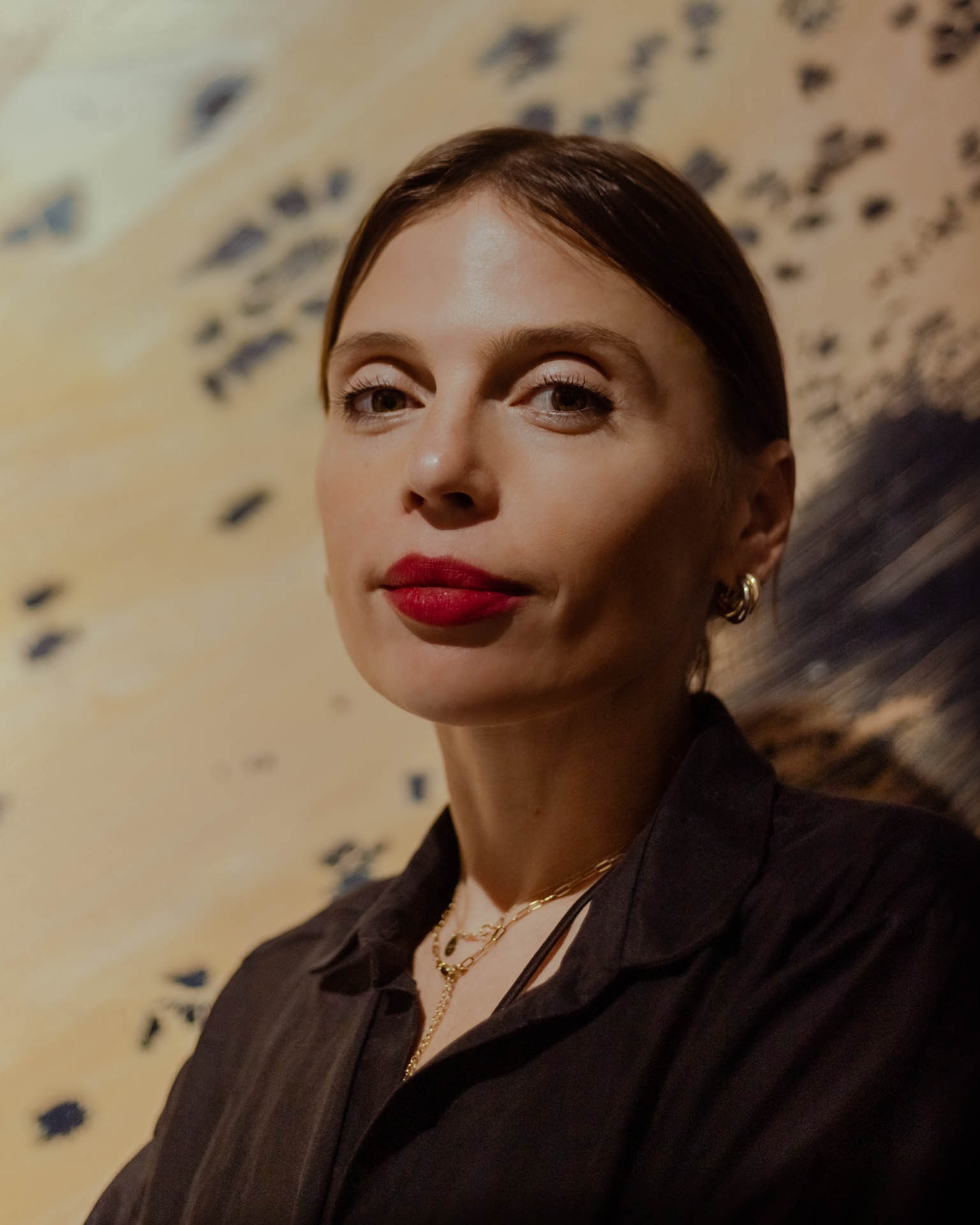
イレーナ・カルパ

尊厳の革命は女性の意識や社会進出に影響を与えた。ヤヌコーヴィチ政権への反対運動に参加した女性は、デモの舞台となった独立広場で積極的に活動した。社会における自分の位置や自立を考えるきっかけとなり、女性をテーマにした出版も増加した。女性が活躍する『これは彼女が作った』（2018年）という子供向けの物語が出版されて人気を呼び、続刊も作られた。タマラ・マルツェニュックは『皆のためのジェンダー。ステレオタイプを変革しよう』（2017年）や『なぜフェミニズムを怖がらなくてもいいのか』（2018年）で注目を集めた。アメリカ在住のオクサーナ・ルツィーシナは、ウクライナ社会の女性、家族、愛、暴力などをテーマにしている。パリで活動するイレーナ・カルパはパリのウクライナ女性をテーマにした『アラル海からの日記』（2019年）や、『どうして何回も結婚していいのか』（2020年）において伝統的なウクライナの女性像や家族観の変化を書いてヒットした。女性や家族、女性の声を読みやすく伝える作家として、ハリーナ・フドビチェンコやミラ・イワンツォワもおり、フドビチェンコは『黒くてより黒い鶏』（2018年）など子供向けの本も発表している。ラリーサ・デニセンコは児童書『マヤと彼女のお母さん達』（2017年）では多様化する家族の形を子ども向けの物語として広めた。
新型コロナウイルスの流行によるロックダウンが始まった時期には、ウクライナ初の女性向け出版社としてクリエイティヴ・ウーマン・パブリッシングが設立された。同社は女性の支援を目標とし、女性の原稿を集めたエッセイ集『Про що вона мовчить』（2021年）を出版した。このエッセイ集には、身体性、セクシュアリティ、母性、病気、死別、家庭内暴力、有害な関係、自分らしくあることなどについての物語や経験が収められた。

### 歴史

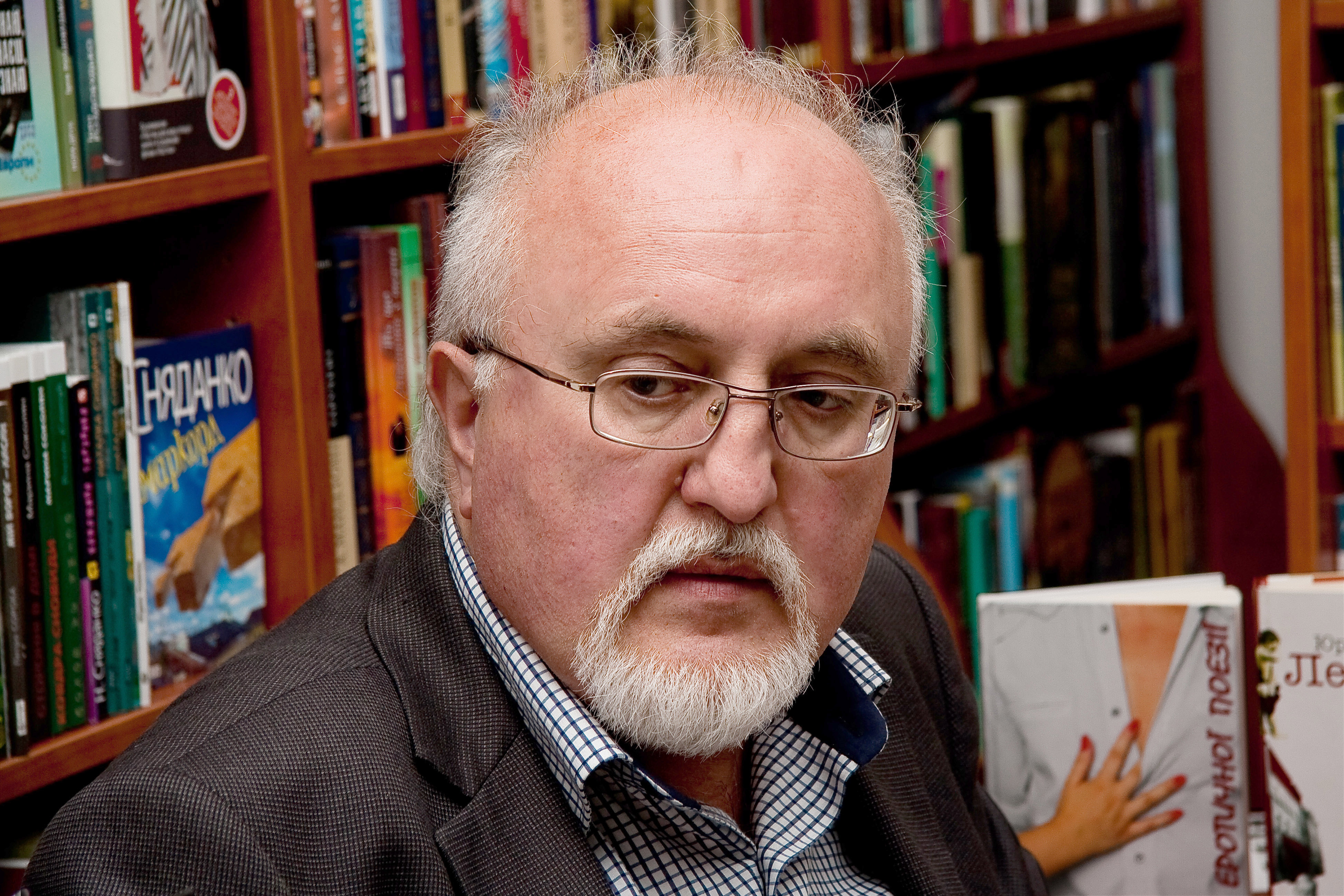
ユーリー・ウィニチューク

独立後のウクライナでは、ソ連で禁止されていた歴史テーマも扱われている。20世紀初頭の独立運動はウクライナ革命とも呼ばれているが、ソ連時代にはブルジョワ民族主義や分離主義として否定されていた。また、ウクライナを中心として大量の餓死者を出したホロドモールについて書くことはタブーとされていた。
カテリーナ・モトリッチの短編「天空の神秘の彼方に」（1991年）は、ホロドモールから第二次大戦後の時代を舞台にして民衆の苦難を詩的に描いた。ワシーリー・シクリャルはウクライナのベストセラーの父とも呼ばれ、1920年代のソビエト・ウクライナ戦争におけるウクライナ独立軍を描いた『黒いカラス』（2009年）が最も知られている。ユーリー・ウィニチュークは小説の他に短編、児童書、歴史書や百科事典にも関わっており、『死のタンゴ』（2012年）では第二次世界大戦下のウクライナ人、ロシア人、ポーランド人、ユダヤ人の友人関係と現在が交錯する。ヴォロディーミル・リースは、『ヤーコブの100年間』（2010年）で5つの政権を経験した人物を主人公にしている。シクリャルとリースの作品はウクライナ文学の授業にも採用された。マリヤ・マティオスはウクライナの複雑な歴史と人間関係を描き、『可愛いダルーシャ』（2004年）ではソ連軍に占領されたウクライナの村が舞台となっている。近年では、国外のウクライナ移民の歴史を描いた作品も増えている（後述）。

### 紛争

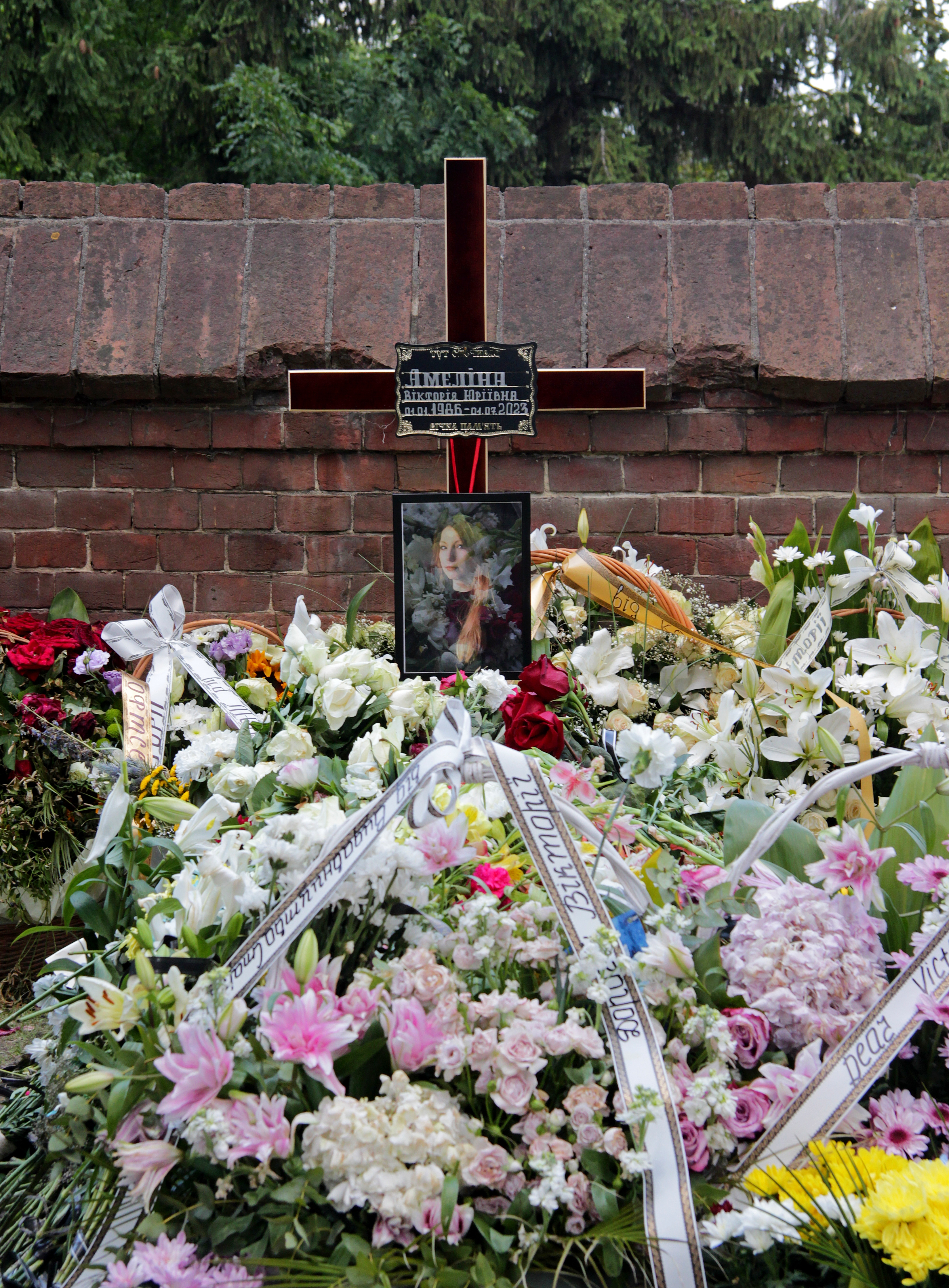
ロシアの攻撃で死亡したヴィクトリア・アメリーナの墓

2014年以降には政変やウクライナ紛争についての作品が増加している。アンドレイ・クルコフの小説『灰色のミツバチ』（2018年）では、紛争の前線近くに住んでいる養蜂家がロシア人、ウクライナ人、クリミア・タタール人と交流するが、どちらの陣営からも警戒されてしまう。イリーナ・ ツィリックは、軍隊に志願する女性たちが増加する傾向に注目して『見えない部隊』（2017年）というドキュメンタリーも作った。侵攻後は以前のような創作活動はできないと語る作家もいる。他方、2014年以降のキーウではグラフィティ（ムラール）が増え、19世紀や20世紀の作家であるタラス・シェフチェンコ、イヴァン・フランコ、レーシャ・ウクライーンカらも描かれている。
児童書でも紛争が語られるようになり、『戦争が町にやってくる』（2015年）や『私のおじいちゃんはサクランボの木だった』（2015年）が出版された。絵本作家のオリガ・グレベンニクによる『戦争日記』は、子供を連れてハルキウから避難した体験が描かれている。児童文学作家のヴォロディミル・ヴァクレンコは、自閉症の息子のために物語を書いたり、児童施設での読み聞かせなどで子供を支援していたが、ロシア軍に連行されたのちに遺体で発見された。作家・人権活動家のヴィクトリヤ・アメリーナは、ウクライナの人権団体トゥルース・ハウンズ（真実の猟犬）と共にロシアの戦争犯罪を取材し、ヴァクレンコがロシア軍に連れ去られる前に隠した日記を発見した。しかしアメリーナは2023年にミサイル攻撃によって死亡し、共に食事をしていたコロンビアの作家らも被害を受けた。

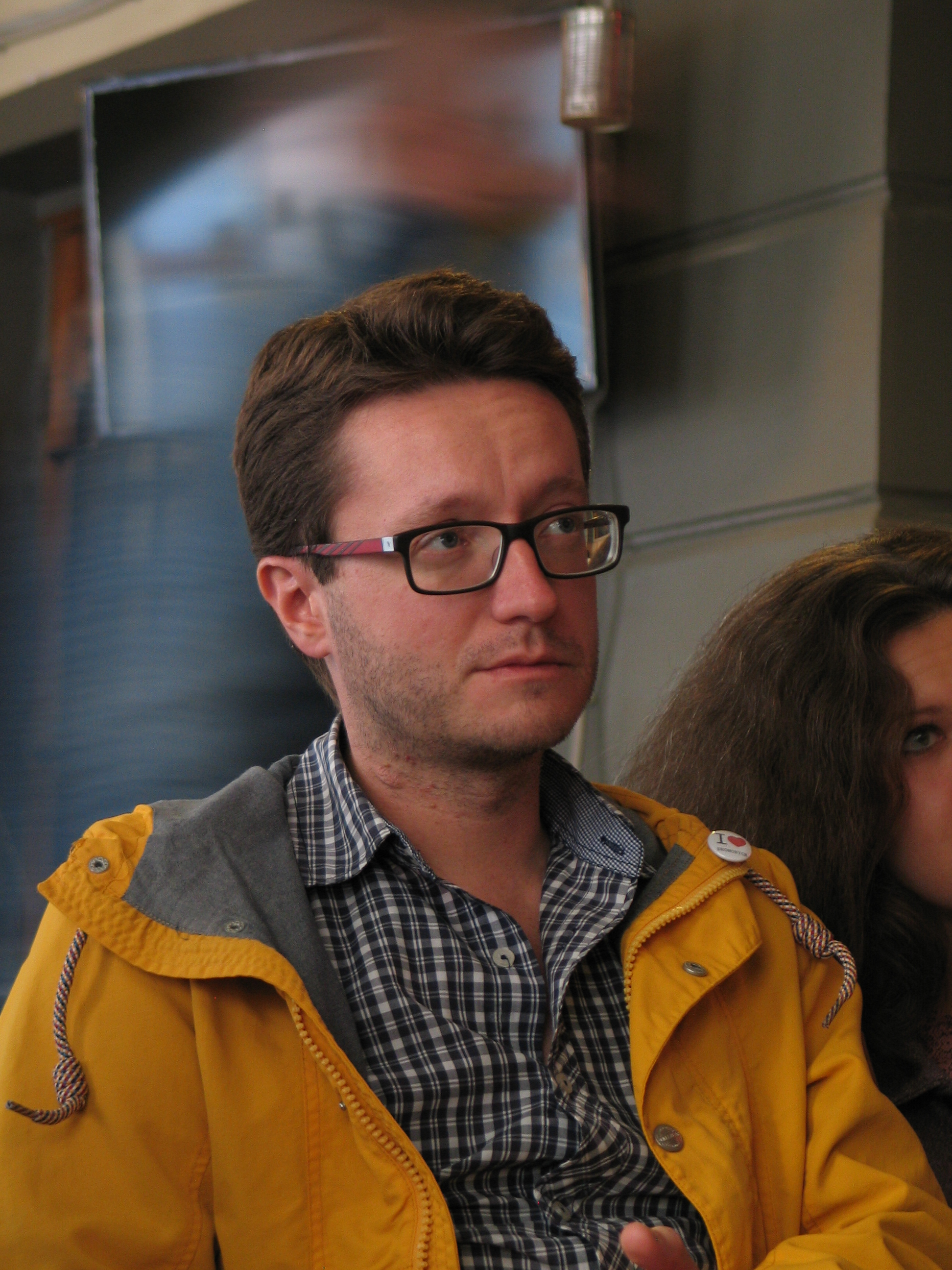
『戰争語彙集』を編纂したオスタップ・スリヴィンスキー

劇場がシェルターとして使われ、空爆から避難する人々が増えた。昼は支援物資の配布、夜は上演が行われることもある。イヴァーノ＝フランキーウシクの劇場では新作としてレーシャ・ウクライーンカの『森の歌』を現代風に演出した。マリウポリでは劇場への爆撃によって劇場が廃墟となり、マリウポリの劇団『コンツェプツィヤ』はウクライナ軍を支援するチャリティー公演『笑う心のレントゲン』をキーウで行った。人形劇と舞台芸術の施設であるリヴィウ人形劇場は避難所となりつつ新規公演を続けている。大人向けの新作も増やし、ウィニチュークの小説『死のタンゴ』の舞台版を上演した。
作家とは異なるウクライナ市民の言葉も出版されている。『ウクライナ戦争日記』は、ハルキウ出身で東京在住の市民によって編集された。詩人・翻訳家のオスタップ・スリヴィンスキーは、日常の言葉の意味が戦争によって変わってしまったことに気づき、避難者の証言を集めて『戰争語彙集』を出版した。スリヴィンスキーは本書のきっかけとして、リヴィウに避難してきた人々を支援した体験をあげている。『ウクライナから来た少女　ズラータ、16歳の日記』は、日本のアニメ、漫画、小説を愛好する市民がドニプロから日本に渡航した体験が書かれている。

### 言語の多様性

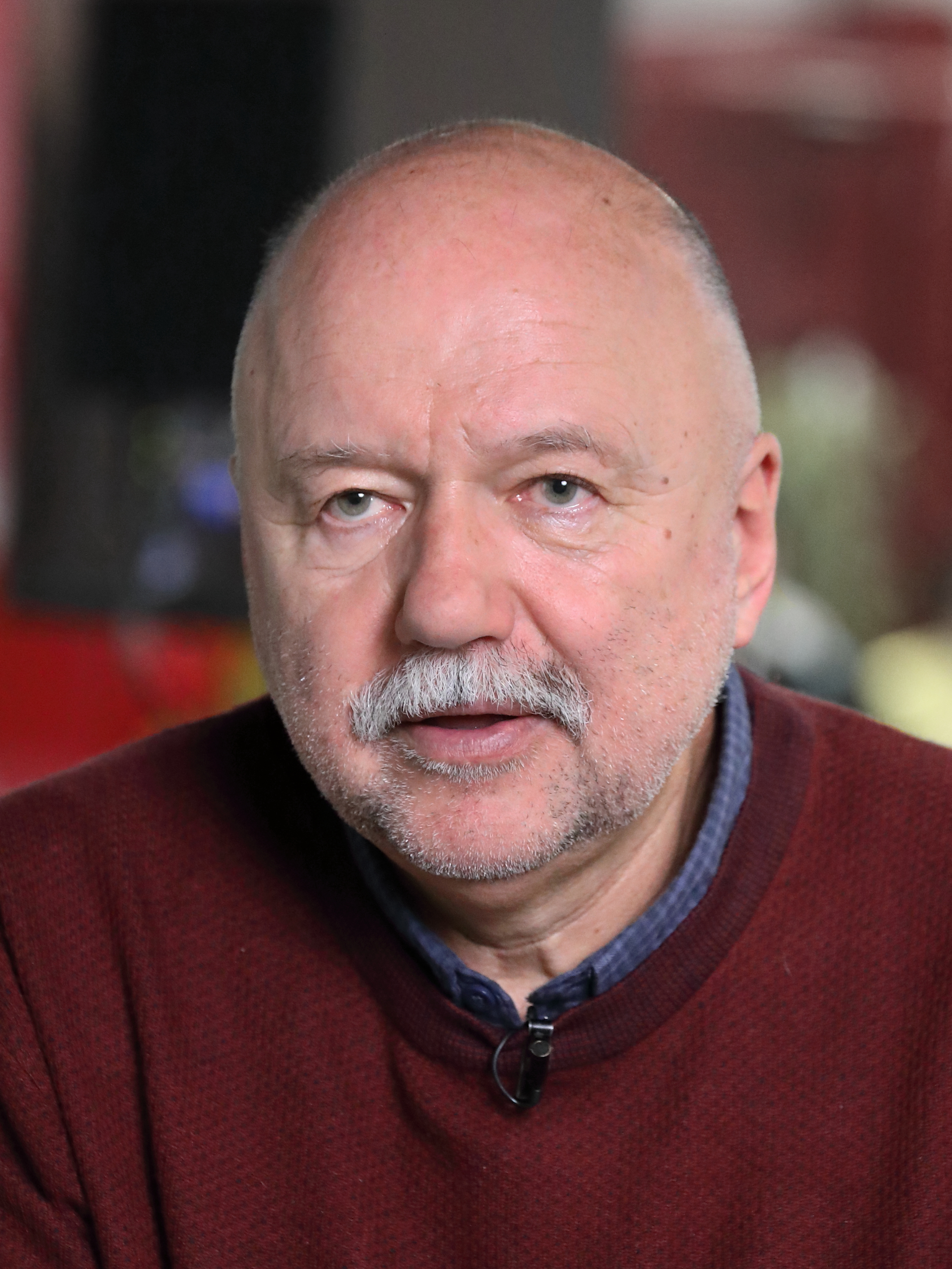
アンドレイ・クルコフ

歴史的には、ウクライナ出身者のロシア語文学も書かれてきた。ウクライナ東部や南部にはロシア語話者が多い。現代ウクライナのロシア語作家として小説家のアンドレイ・クルコフ、詩人のアレクサンドル・カバノフ、詩人・小説家のアンドレイ・ポリアコフらがいる。クルコフの作品をはじめとしてウクライナ、ロシア両国で読まれ世界各国でも翻訳されている。

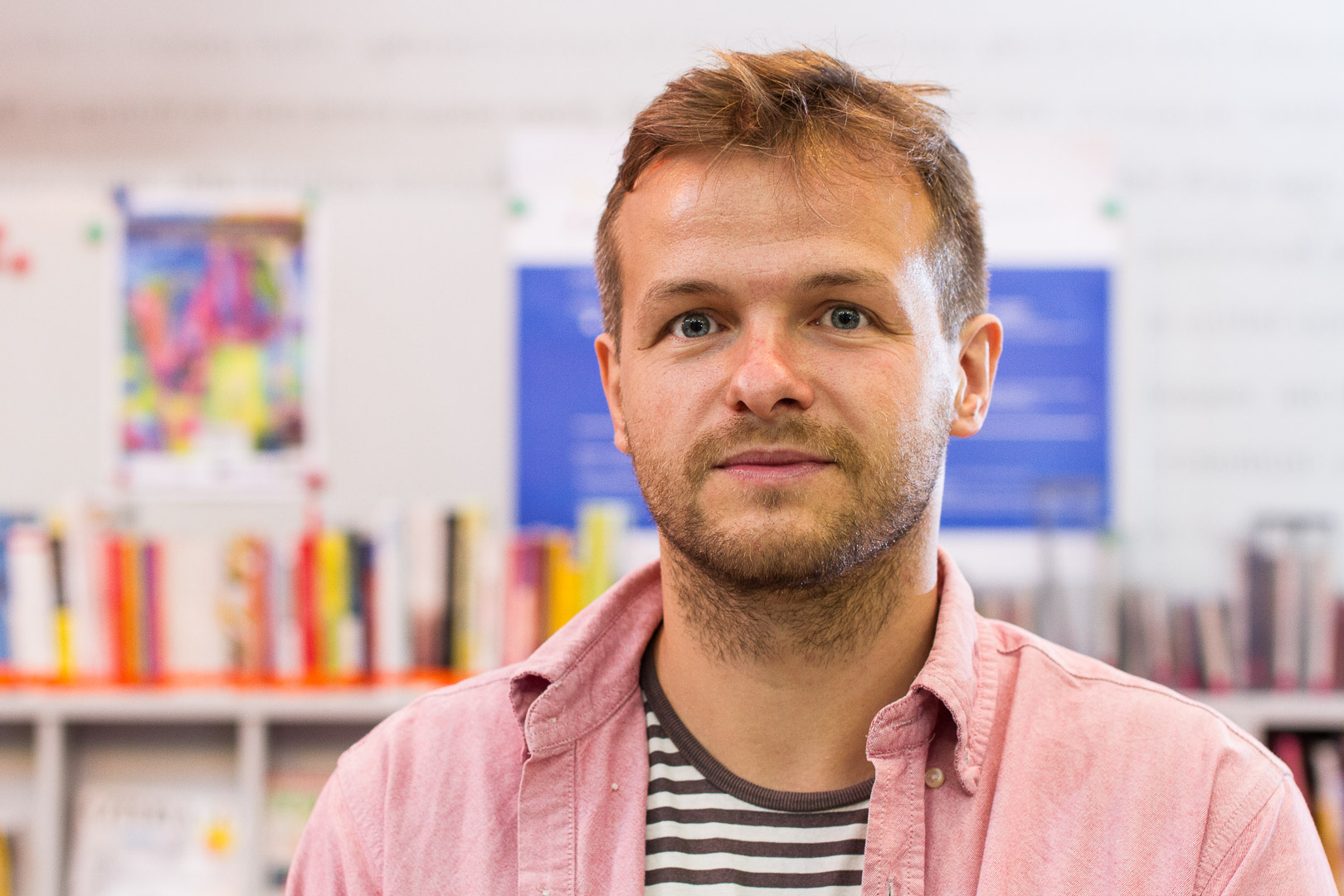
アルテム・チャパイ

独立後の特徴として、ウクライナ語とロシア語の混合語であるスルジク作品の増加がある。ミハイロー・ブリニフはスルジクで文学史をテーマにした作品を執筆しており、架空の博士が世界文学の作品を語るというスタイルを取っている。クリミア・タタールの現代文学は、ミコラ・ミロシニチェンコによってウクライナでの紹介やウクライナ語訳が進んだ。
複数の言語で執筆する作家もいる。脚本家のレシ・ポデレビャンスキはウクライナ語、スルジク、ロシア語を使っている。小説家のウラジミール・ラフェエンコやイレン・ロズドブディコ、劇作家のナタリア・ヴォロジビトらはロシア語作家として活躍したのちウクライナ語でも執筆するようになった。アルテム・チャパイは『奇妙な人々』（2019年）でスルジクを中心にしながら登場人物や場面に応じてウクライナ語やロシア語も取り混ぜている。スルジクを執筆に使うことについては作家の間でも賛否が分かれつつも、ウクライナの言語の多様性は文芸作品にも反映されている。

### 国際化

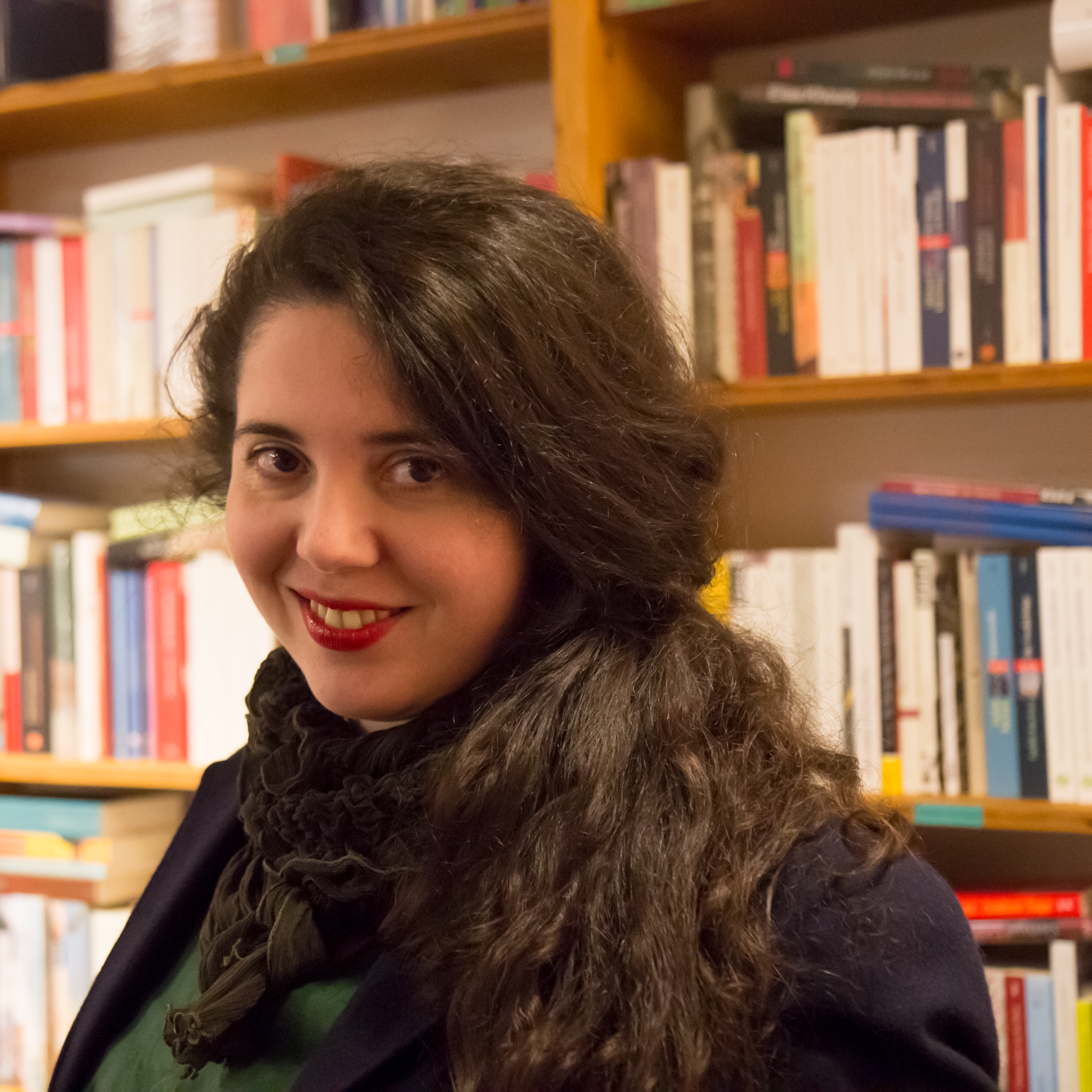
マリアナ・ガポネンコ

2000年以降のグローバル化と国際化により、国外で暮らすウクライナ語作家がいる。また、ウクライナ系の家族をもつ非ウクライナ語作家もウクライナをテーマにした作品を執筆している。
ウィーン在住のターニャ・マリャルチュックはウクライナ語とドイツ語で執筆し、ドイツの文学賞インゲボルグ・バッハマン賞を受賞した。ヤロスラフ・メルニクはヴィリニュスやパリで生活し、作品には神話的なイメージと心理学的なモチーフ、ウクライナの伝統的な思考法を盛り込んでいる。ワシーリー・マフノはニューヨークで詩人として活動したのちにアメリカのウクライナ移民を小説で描くようになり、孤独、男女関係、多様化などに関心を払っている。カテリーナ・カリツコは詩作の他にボスニア語の文学研究や翻訳でも知られている。オデーサ出身のマリアナ・ガポネンコは15歳でドイツ語を学んでドイツ語で執筆し、ウクライナを舞台にした作品も発表している。ドイツ在住のナターシャ・ヴォーディンは、ロシア系の父とウクライナ系の母を持つドイツ語作家でロシア語も使う。家族史の小説として『彼女はマリウポリからやって来た』を発表した。

## 文学論
独立後には文学研究や文芸評論が進んでおり、独立前後の文学の違いや、独立後の文学の発展の理由などについて論じられている。独立後に盛んになった議論として、世代による政治性の違いがある。1960年代のように社会や政治を積極的に改革しようとする姿勢と、1980年代以降の政治風刺や非政治的な姿勢についての議論がきっかけだった。2014年以降のウクライナ政府とロシア政府の対立の影響で、言語と政治的立場を考慮しない発言が難しい状況となっている。

## 作家団体、文学賞
ソ連時代から存在していた作家団体としてウクライナ作家同盟がある。1996年には、80年代人や90年代人の作家が中心となってウクライナ作家協会が設立された。作家協会の活動には、全体主義からの決別、中央集権体制が要求する等質性の否定、作品の多様性と地方分権の主張などがある。
文学賞としては、国民的詩人の名を冠したシェフチェンコ・ウクライナ国家賞の他に、コロナツィヤ・スローワ、英国放送協会（BBC）のウクライナ語放送によるBBCブック・オブ・ザ・イヤー、若年層受けの作品をテーマとしたレーシャ・ウクライーンカ賞、初の民間の文学賞で詩人ヴァシル・ストゥスを記念したヴァシル・ストゥス賞、翻訳がテーマのマクシム・リルスキー賞などがある。
ウクライナ文学の普及を目的とする国家機関として、文化省のウクライニアン・ブック・インスティテュートがある。読書促進、出版や翻訳活動の支援、国内でのイベントや、国外への普及のために国際ブックフェアでのブース運営を行っている。

## 出版、図書館、イベント

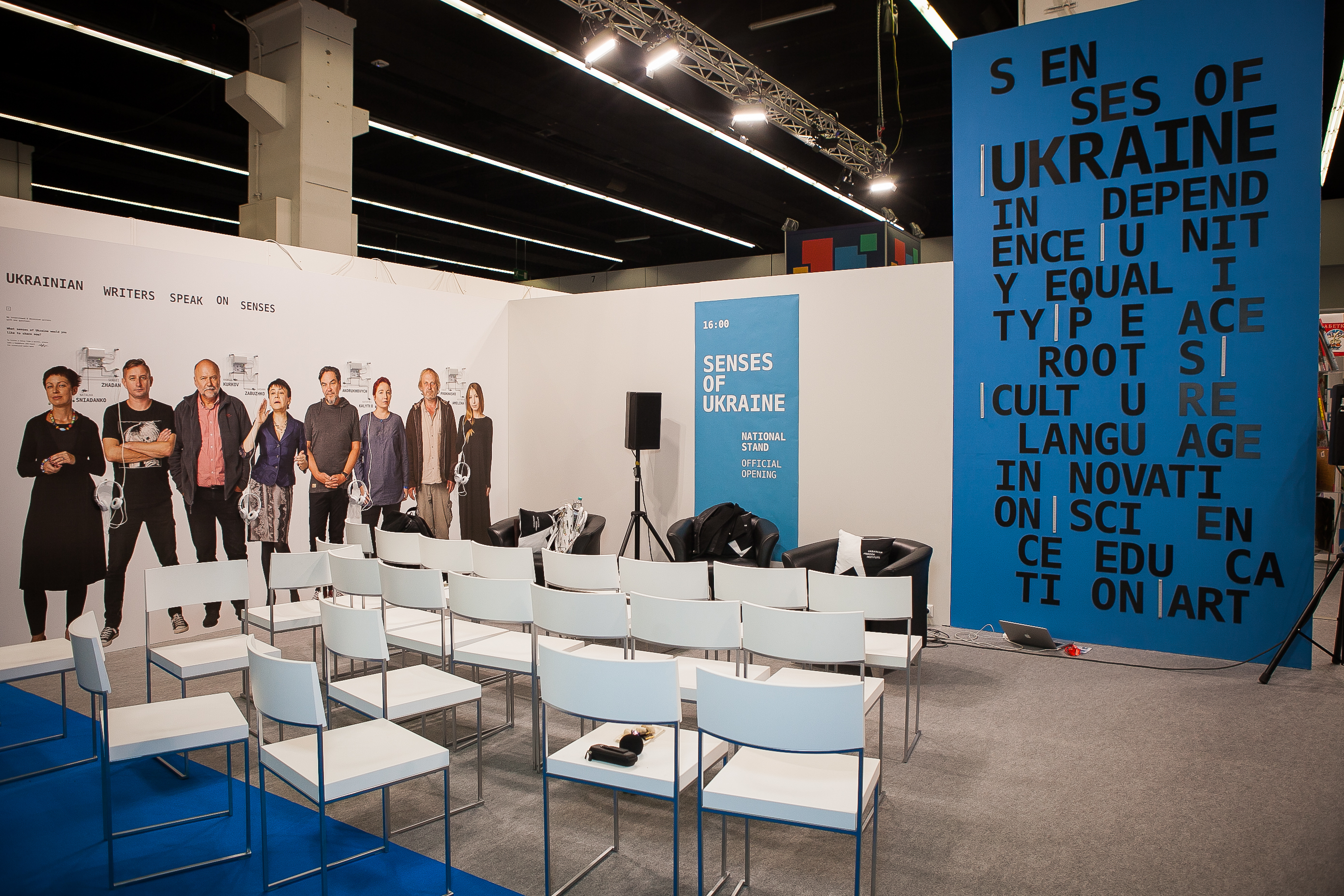
2018年のフランクフルト・ブックフェアで展示された”Senses of Ukraine”

ソ連時代は作家同盟に入ることで政府から作家として認められて生活が保障されたが、検閲が存在した。現在は作品の出版のみで生活できる作家は限られており、多くの作家は他の仕事を持ちながら活動している。ソ連時代と異なり、資金があれば自費出版が可能となった。また、作家自身が出版社を起業できるようになった。
出版社として、ナーシュ・フォルマート、アババガラマガ、アストラ、ブック・シェフ、ネーボ・ブックラボ、ラーノク、コモラ、ピラミダ、エレニー・ペス、クリエイティヴ・ウーマン・パブリッシングなどがある。ウクライナの出版社は国際的なブックフェアにも参加するようになった。2018年にはフランクフルト・ブックフェアでウクライナ文学のブース”Senses of Ukraine”が展示された。2019年にはロンドン・ブックフェアにウクライナの出版社12社が初参加した。
国内のブックフェアで最大級のものは、アーセナル・ブックフェスティバルが5月に開催される。会場のミステツキー・アーセナルはキーウのペチェールシク区にあり、芸術と博物館の複合施設となっている。リヴィウでは9月にブックフォーラム・リヴィウが開催されている。
ロシアによるウクライナ侵攻は出版社や書店にも影響を与えている。読者の関心はロシア作家から離れ、図書館や公営書店ではロシア語書籍の回収を行った。多数のロシア語話者がウクライナから出国したことも影響し、ロシア語の書籍の売れ行きは減少した。ロシア文学の古典への関心も変化し、2022年以降には近代ロシア文学を象徴する作家プーシキンの記念碑の取り壊しが行われている。キーウ出身の作家ブルガーコフのブルガーコフ記念館は、ブルガーコフがウクライナ独立に否定的だったことを理由に存続が議論された。

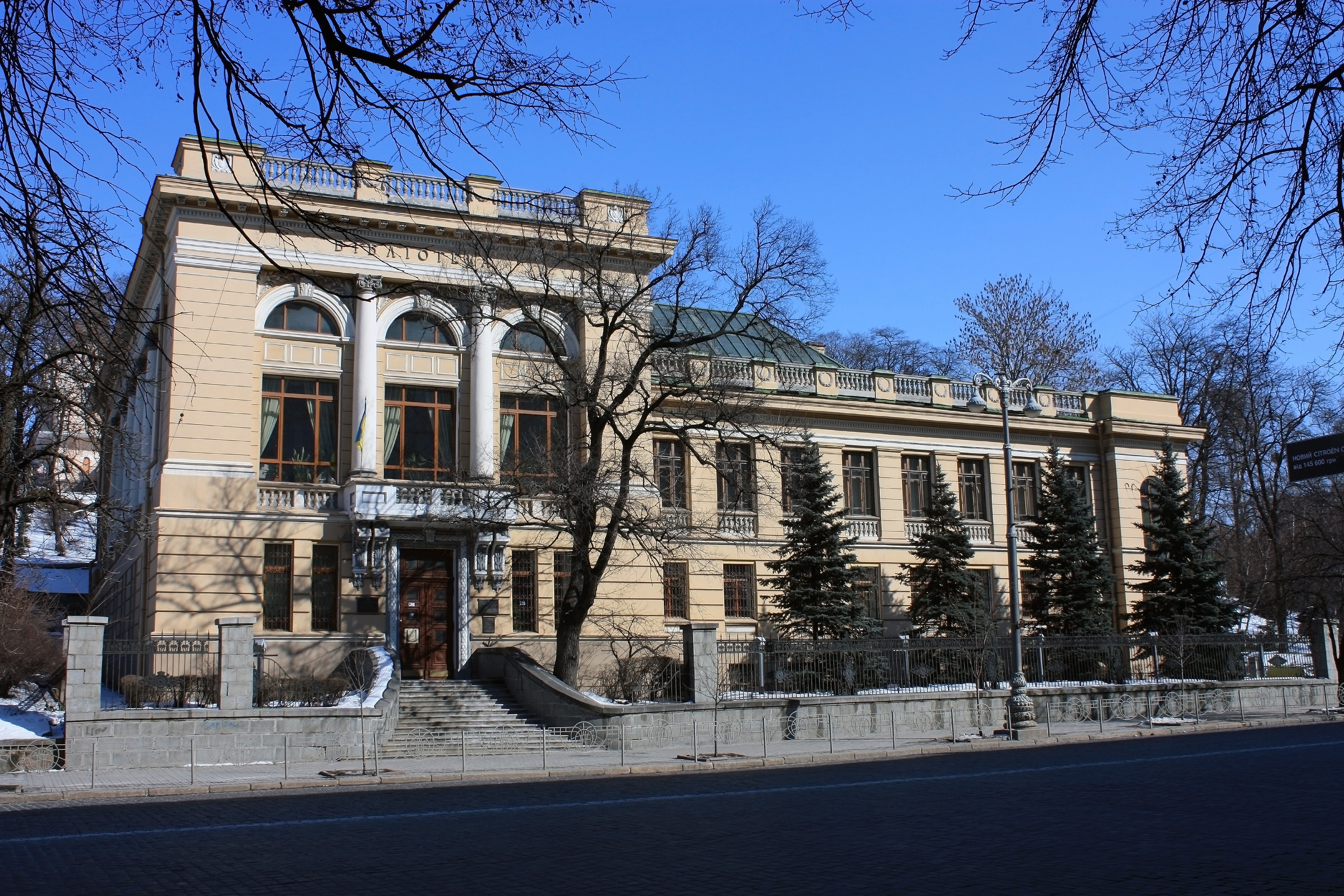
キーウにあるヤロスラフ賢公記念ウクライナ国立図書館。ロシアの侵攻時に図書館の被害状況や対応をブログで発信した

2022年のロシア侵攻当初は、ハルキウ国立科学図書館のような大規模図書館をはじめとしてハルキウ、チェルニーヒウ、ルハーンシクなどの図書館が被害を受けた。文化遺産の損失が懸念され、国際的な支援も始まった。2024年5月には、欧州最大級の印刷会社で国内書籍の大半を印刷していたファクトル印刷がミサイル攻撃を受けて死亡者が出た。同社で著作を印刷したことがある著者たちは、SNSで写真を投稿をして応援を表明した。
図書館は避難民のためのセンターとなり、シェルターとしての場所や必需品を支援し、地下鉄駅に避難する人々に本を提供した。子供に対しては、読み聞かせや児童図書館での教育プログラムのほか、国外に避難した子供にウクライナ語の本を届けるプロジェクト “Books Following You” も行われた。
国際児童図書評議会（IBBY）は「チルドレン・イン・クライシス（危機にある子どもたち）」の一環として子供への支援を行っている。Universal Reading Foundationは、ウクライナの出版社の作品をポーランドで印刷し、避難所や避難者に届けた。ミュンヘン国際児童図書館は“We Stand with Ukraine”のキャンペーポスターを作成してデータを販売し、前述のポーランドのプロジェクトに売り上げを寄付した。ウクライナ書籍協会は、ウクライナの児童書をヨーロッパで印刷する資金をクラウドファンディングで募った

## 主な現代ウクライナ作家
- ヴィクトリヤ・アメリナ（1986年–2023年）：小説家、エッセイスト、戦争犯罪調査者。デビュー小説『フォール・シンドローム』（2014年）はマイダン革命をテーマにし、ジョゼフ・コンラッド文学賞を受賞[143]。『ドムの夢の王国』（2017年）はリヴィウの歴史とスタニスワフ・レムの記憶を描き、欧州連合文学賞の最終候補に選ばれた[144]。ロシアのウクライナ侵攻中はNGO「Truth Hounds」で戦争犯罪を調査し、2023年のクラマトルスクのミサイル攻撃で死亡[145]。
- エッマ・アンドリエーヴシカ
- ユーリー・アンドルホーヴィチ
- パブリュック・イゴール
- カテリーナ・カリツコ
- イレーナ・カルパ
- アンドリー・クルコフ
- リーナ・コステンコ
- オクサーナ・ザブジュコ
- セルヒー・ジャダン
- オスタップ・スリヴィンスキー
- オレーナ・ゼレンシカ
- リューブコ・デーレシ
- タマラ・ドゥーダ
- ステパーン・プロチュク
- スヴィトラーナ・ポヴァリャーイェヴァ
- ワシーリー・マフノ（ウクライナ語版）
- ターニャ・マリャルチュック
- ヤロスラフ・メルニック（ウクライナ語版）